# Abacaxi Azul
Abacaxi Azul é um filme musical brasileiro dirigido por Wallace Downey. Foi produzido pelos estúdios Sonofilmes e Cinédia, e estreou no Rio de Janeiro em 14 de fevereiro de 1944.

## Sinopse
As cenas principais se passam em pequeno povoado onde Alvarenga e Ranchinho têm um escritório de advocacia. Vêm depois, os dois, ao Rio, a fim de contratar artistas para a estação de rádio do lugarejo e, nisso, se resume o enredo. Passa, então, o filme a ter o aspecto de revista porque, na escolha do pessoal a ser contratado, há ocasião para a apresentação dos conjuntos musicais, todos sobejamente conhecidos do público através do rádio.[carece de fontes?]

## Elenco
- Alvarenga & Ranchinho ... Advogados
- Duarte de Moraes ... Secretária
- Solange França ... Mulher sentada à mesa
- Dercy Gonçalves ... Interiorana
- Sandraly ... Loura convidada a estrelar o show
- Eladir Porto ... Morena convidada a estrelar o Show
- Chocolate ...
- Xerém ...
- Juvenal Fontes ...
- Dalva Mira ...
- Eunice Lopes ...
- Lauro Borges .... Pedro Vírgolas
- Castro Barbosa ... Otelo Tigueiro